# Emerald Dawn II
Emerald Dawn II è una miniserie a fumetti pubblicata dalla DC Comics da aprile a settembre del 1991.
Realizzata da Keith Giffen, Gerard Jones e Mark D. Bright, rappresenta il seguito della miniserie Emerald Dawn nel narrare le origini della Lanterna Verde Hal Jordan nei suoi primi anni di attività.

## Trama
Questa serie esplorò cosa accadde a Jordan durante i 90 giorni di condanna in prigione, quando fu messo sotto addestramento da Sinestro.

## Storia editoriale
La miniserie venne ristampata in volume nel 2003 (ISBN 1401200168).
In italiano venne pubblicata per la prima volta sulle pagine di Lobo nn. 6-10 della Play Press (da settembre 1994 a gennaio 1995). In seguito venne ristampata nel 2008 nel volume Lanterna Verde: Alba e crepuscolo della Planeta DeAgostini (ISBN 9788467451993) insieme alle storie Emerald Dawn, Emerald Twilight, New Dawn e Legacy.